# روبرت كار (أسقف)
روبرت جيمس كار (بالإنجليزية: Robert Carr)‏ (1774–1841) كان أحد رجال الكنيسة الإنجليز، أسقف شيشستر في عام 1824 وأسقف ووستر في عام 1831.

## حياته السابقة
ولد في 9 مايو 1774 وتم تعميده في 9 يونيو في فيلثام، لندن، وكان الابن الأكبر القديس كولستون كار، في الوقت الذي كان نائب فيلثام، وزوجته إليزابيث ابنة توماس بولوك. 
تزوجت شقيقته الكبرى، إليزابيث آن، من جيمس مارتن لويد، ثم في وقت لاحق السير جيمس لويد، أول بارونيت وشقيقه الأصغر هو المقدم السير هنري وليام كار، KCB.
كان والده، نائبًا لاحقًا لإيلينغ، قسيسًا أولاً لأخ الملك الأصغر الأمير ويليام هنري ، دوق جلوسيستر ، وبعد وفاته، لابنه الأصغر للملك، الأمير إدوارد ، دوق كينت وستراثيرن .
تلقى تعليمه الابتدائي في مدرسة كان والده يديرها في تويكنهام ، قبل إرساله إلى مدرسة ميرشانت تايلورز، لندن.  ومن هناك، صعد عام 1792 إلى كلية ووستر بأكسفورد، وحصل على درجات البكالوريوس في عام 1796 ، وماجستير في عام 1806 وكلاهما BD و DD في عام 1820. 

## المسيرة المهنية
عين كاهنًا في عام 1798 من قبل أسقف ساليسبري وعقد تعيينات مختلفة حتى عام 1804 ، عندما أصبح نائبًا لبرايتون . في ميناء صيد مزدحم ومنتجع للعطلات، قضى أمير ويلز ، الملك جورج الرابع المستقبلي، الكثير من الوقت هناك وبدأت علاقة صداقة بين الرجلين استمرت مدى الحياة.
عندما أصبح الأمير ملكًا في عام 1820 ، كان قادرًا على ترقية صديقه، الذي تم تعيينه نائب كاتب خزانة، وعميد كانون في هيرفورد وكانون من كاتدرائية ساليسبري وكاتدرائية تشيتشيستر . بعد ذلك بأربع سنوات تم تكريسه لأسقف شيشستر، والتخلي عن مناصبه في برايتون وساليسبري.
وفي عام 1827 تمت ترقيته إلى مدير الخزانة وفي عام 1828 أصبح مشرع لكاتدرائية سانت بول ، ومن ثم تخلى عن مناصبه في هيريفورد.
في مجلس اللوردات ، كان أحد الأساقفة الذين صوتوا ضد مشروع قانون الإغاثة الكاثوليكية الرومانية في عام 1829 ، وبينما لم يتحدثوا ضد الإجراء، عارضوه بطرق أخرى. خلال مرض الملك الأخير، كان في حضور مستمر في قلعة وندسور وكان قادرًا على المساعدة في أمرين حول ضمير الملك: إقصاءه من شقيقه، دوق ساسكس ، والانتهاك المحتمل لقسم تتويجه بالسماح بالتحرر الكاثوليكي .
في عام 1831 ، قام الملك الجديد، وليام الرابع ، بترقيته إلى أسقفية ورسستر، وفاءً، كما كان يُفهم في ذلك الوقت، بوعد قطعه الملك الراحل. ثم تخلى عن منصبه في سانت بول، وخلفه سيدني سميث .
بعد وفاة الملك في عام 1837 انتخب زميلا في الجمعية الملكية عام 1831. 
توفي في 24 أبريل 1841 ، عن عمر يناهز 67 عامًا، في القصر القديم، ووستر، ودفن في 3 مايو بجانب زوجته في هارتلبوري باحة الكنيسة. كانت أعماله المنشورة الوحيدة خطبة تبشير لأغراض خيرية.

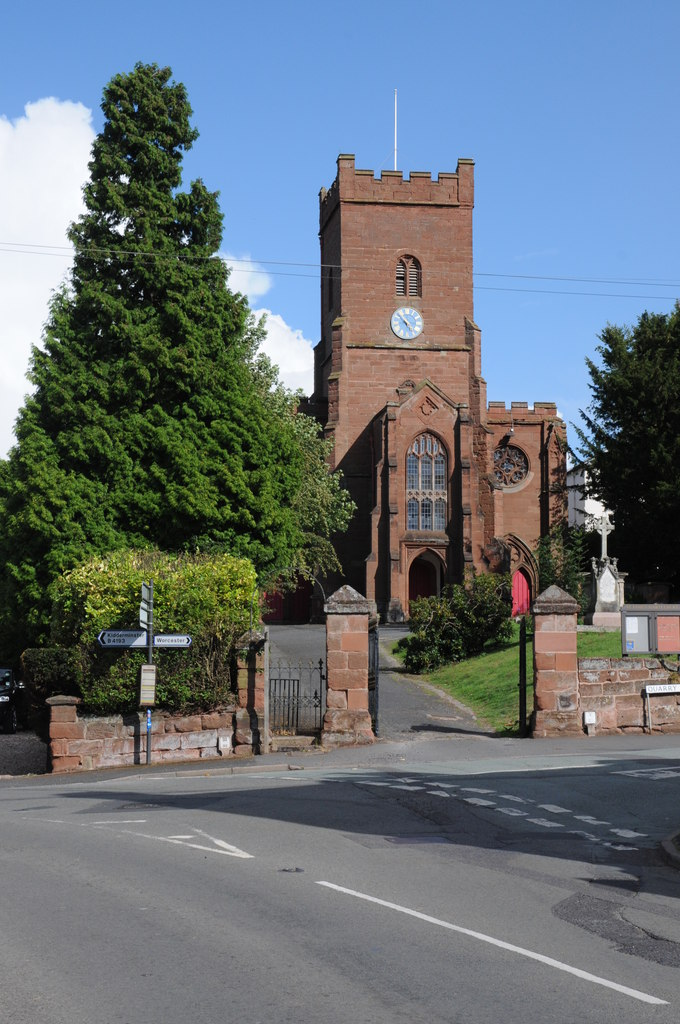
كنيسة هارتلبوري

## حياته العائلية
في 1797 في تويكنهام، تزوج من نانسي (1774-1841) ، الابنة الصغرى لجون ويلكنسون، رجل الأعمال الثري الذي عاش في روهامبتون، وزوجته سيبيلا بيردو. كان لديهم تسعة أطفال، نجا أربعة منهم فقط:
- ماريا (1801-1888) ، التي تزوجت عام 1842 من محامي ووستر والنائب وليام لاسليت . انفصلوا بعد فترة وجيزة، بدون أطفال، وتم تصوير قصتهما في رواية عام 1861 باسم East Lynne .
- سيبيلا جين (1802-1879) ، التي تزوجت من مالك الأرض في ساسكس تشارلز بيكهام بيكهام وأنجبت ثمانية أطفال. حفيدتها تزوجت عالم الحيوان ستانلي سميث .
- إليزابيث لويد (1804-1885) ، التي تزوجت القس توماس بيكر، ابن عم فاني براون . كان قسيسًا لوالدها في تشيتشيستر وبعد ذلك عميد هارتلبري. كان لديهم تسعة أطفال، حفيدهم هو المارشال السير جون بيكر كار .
- جورج كيروان (1810-1877) ، الذي غير لقبه إلى كار لويد وأصبح مالك أرض في ساسكس.